# Daniel DiNardo
Daniel Nicholas DiNardo (Steubenville, 23. svibnja 1949.) američki je katolički umirovljeni prelat koji je služio kao nadbiskup Galveston-Houstona od 2006. do 2025. godine. Prethodno je služio kao koadjutor, a kasnije i  kao biskup Sioux Cityja od 1997. do 2004. godine.
Dana 12. studenoga 2013. DiNardo je izabran za potpredsjednika Konferencije katoličkih biskupa Sjedinjenih Američkih Država, a 15. studenoga 2016. izabran je za njezina predsjednika.
DiNarda je 2007. uzdigao u kardinalski zbor papa Benedikt XVI. On je prvi kardinal iz neke biskupije na jugu Sjedinjenih Država.